# Hoton (volk)
De Hoton (Mongools: Хотон) vormen een Turks volk in Mongolië. De meeste Hoton wonen in de provincie Uvs (48% van alle Hoton), vooral in de plaatsen Tarialan, Naranbulag en Ulaangom. Ondanks dat de Hoton tot in de 19e eeuw een eigen Turkse taal spraken, spreken ze tegenwoordig het Dörbet-dialect van het Mongools.

## Aantal
Het aantal Hoton is sinds de officiële Sovjetvolkstelling van 1956 continu toegenomen: van 2.603 personen tot 12.057 personen in de laatste volkstelling van Republiek Mongolië (2020). Desalniettemin is het aandeel Hoton in de Mongoolse bevolking gedurende deze periode bijna onveranderd gebleven.
| 1956  | %    | 1963  | %    | 1969  | %    | 1979  | %    | 1989  | %    | 2000  | %    | 2010   | %    | 2020   | %    |
| ----- | ---- | ----- | ---- | ----- | ---- | ----- | ---- | ----- | ---- | ----- | ---- | ------ | ---- | ------ | ---- |
| 2 603 | 0,31 | 2 874 | 0,28 | 4 056 | 0,34 | 4 380 | 0,28 | 6 076 | 0,31 | 9 014 | 0,38 | 11 304 | 0,41 | 12 057 | 0,37 |

De Hoton zijn ouder dan de rest van de Mongoolse bevolking. Bijna 15% van de Hoton was 55 jaar of ouder (landelijk: c. 12%).
| Groep                | Totaal | 0 – 14 | 15 – 24 | 25 – 34 | 35 – 44 | 45 – 54 | 55+   |
| -------------------- | ------ | ------ | ------- | ------- | ------- | ------- | ----- |
| Hoton                | 100%   | 28,6%  | 12,9%   | 17,9%   | 14,7%   | 11,3%   | 14,6% |
| Mongolië (gemiddeld) | 100%   | 32,2%  | 13,8%   | 17,1%   | 14,2%   | 11,0%   | 11,7% |

### Religie
In de volkstelling van 2020 was 63,3 procent van de Hoton religieus, terwijl 37,7 procent geen religieuze overtuiging had. Van de religieuze Hoton was 42,5 procent moslim, 40,9 procent was boeddhistisch, 4,7 procent was christelijk en 1,7 procent was sjamanistisch. Ongeveer 10,2 procent van de religieuze Hoton had een andere religie.